# UFC 314
UFC 314: Volkanovski vs. Lopes fue un evento de artes marciales mixtas producido por Ultimate Fighting Championship que se llevó a cabo el 12 de abril de 2025 en el Kaseya Center en Miami, Florida, Estados Unidos.

## Antecedentes
El evento marcó la cuarta visita de la promoción a Miami y la primera desde UFC 299 en marzo de 2024.
Se espera que el combate por el título vacante del Campeonato de Peso Pluma de la UFC entre el excampeón Alexander Volkanovski y Diego Lopes sea la pelea estelar del evento. El actual campeón, Ilia Topuria, dejará vacante el título para ascender a peso ligero.
Se espera que Michael Chandler y Paddy Pimblett se enfrenten en un evento coprincipal de peso ligero de cinco asaltos.
Se espera que el ex tres veces campeón mundial de peso pluma de Bellator (también ex campeón mundial de peso ligero) Patrício Pitbull haga su debut promocional en una pelea de peso pluma contra el ex campeón interino de peso pluma de UFC Yair Rodríguez. 
Una pelea de peso pluma entre Roberto Romero y el recién llegado a la promoción Alberto Montes estaba programada para este evento. Sin embargo, Montes se retiró de la pelea por razones desconocidas y Romero fue trasladado a UFC on ESPN: Machado Garry vs. Prates la semana siguiente.

## Resultados
1. ↑  Por el Campeonato de Peso Pluma de UFC.

## Bonificaciones
Los siguientes peleadores recibieron bonificaciones de 50.000 dólares..
- Pelea de la Noche: Alexander Volkanovski vs. Diego Lopes
- Actuación de la Noche: Paddy Pimblett y Jean Silva